# Alfred Achermann
Alfred Achermann, né le 17 juillet 1959 à Römerswil, est un coureur cycliste suisse, professionnel de 1984 à 1991. 

## Palmarès
- 1982
  - 2e du Championnat de Zurich amateurs
  -  Médaillé d'argent du championnat du monde du contre-la-montre par équipes
- 1984
  -  Médaille d'argent du contre-la-montre par équipes aux Jeux olympiques
- 1986
  - 8e du Tour de Lombardie
- 1987
  - 3e du Grand Prix Pino Cerami

## Résultats sur les grands tours

### Tour de France
5 participations
- 1987 : 86e
- 1988 : 125e
- 1989 : 80e
- 1990 : abandon
- 1991 : 145e

### Tour d'Italie
1 participation
- 1985 : 126e

### Tour d'Espagne
1 participation
- 1987 : abandon